# Vedbo, Västerås
Vedbo är en  stadsdel i det administrativa bostadsområdet Eriksborg-Hagaberg-Erikslund i Västerås. Området är ett skogsområde som ligger norr om E18 och väster om Vallby.
I Vedbo finns en höjd som är en övertäckt tidigare soptipp. Norra delen, Vedbobacken, används vintertid för slalomåkning. Där finns både liftar för utförsåkning och pistade längdskidspår. Anläggningen är öppen när det finns snö, som kan förstärkas med konstsnö. Uppdaterad information finns i Facebook: Vedbobacken. 
Liften är igång även sommartid för downhill cykling med mountainbike. Information finns i Facebook: vck downhill -vedbobacken. 
I Vedboskogen finns gott om strövstigar för rekreation och motion.
Området avgränsas av Vallbyleden, gränsen mot Källtorp, E18, gräns mot Eriksborg och Hagaberg.
Området gränsar i nordväst mot Hagaberg, i öst mot Vallby och Källtorp och Sörängen, i söder över E18 till Råby och i väster mot Eriksborg.